# نقش إيلبعل
نقش إيلبعل، أو إلبعل أو إيليبعل والمعروف أيضًا باسم تمثال اوسركون، يحمل الرمز KAI 6، هو تمثال نصفي للملك المصري اوسركون الأول ، تم اكتشافه في جبيل ( لبنان اليوم) في القرن التاسع عشر . ومثل تابوت تابنيت من صيدا ، مزين بنقشين منفصلين وغير مرتبطين - أحدهما بالهيروغليفية المصرية والآخر بالخط الفينيقي. تم إنشاؤه في أوائل القرن العاشر قبل الميلاد، و اكتشف 1881م  ومن المرجح جدًا أنه كان في معبد بعلة جبل .
الكتابة المصرية هي اسم تتويج اوسوركون ، والفينيقية هي إهداء لإيلبعل ملك جبيل.
نُشرت تفاصيل الاكتشاف من قبل الآثاري الفرنسي رينيه دوسو في عام 1925. 
صُنع التمثال من الكوارتزيت ، وتبلغ أبعاده 60 سم × 36 سم × 37.5 سم. 

## الاكتشاف

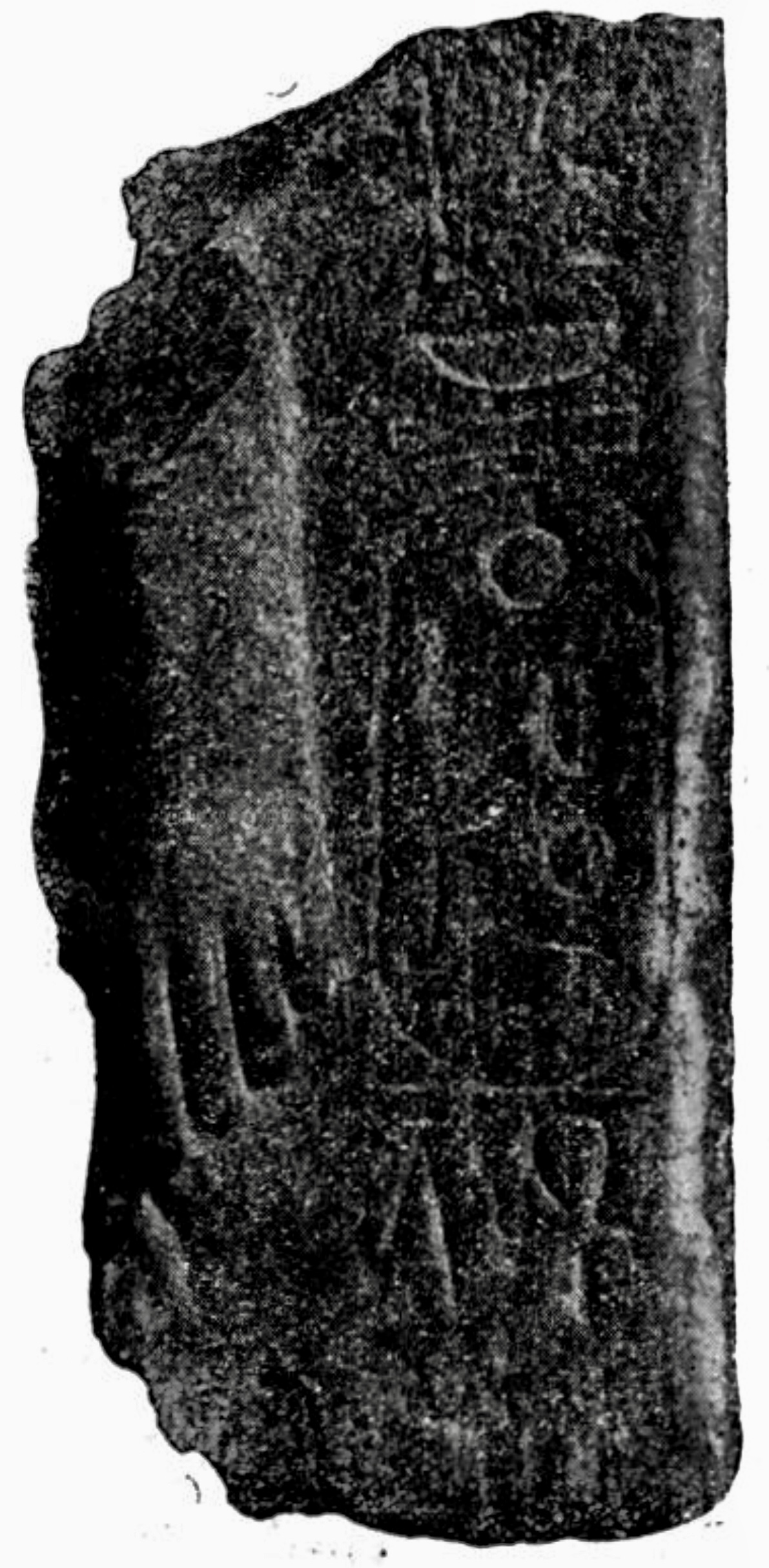
ذراع التمثال

أول ذكر للتمثال كان من قبل عالم الآثار الألماني ألفريد فيدمان Alfred Wiedemann في عام 1884م في كتابه تاريخ مصر Ägyptische Geschichte : "بقيت كذلك قطعتين من تمثال حجري كبير [يملكه السيد ميوريكوفري في نابولي]"  
في عام 1895م، نشر فيدمان الحروف الهيروغليفية المصرية معلقًا: "قبل ما يقرب من 15 عامًا، أتيحت لي الفرصة للتعرف على تمثال كبير مصنوع من الحجر الرملي الصلب للملك أوسركون الأول في المنزل الريفي للمصرفي ميوريكوفري في نابولي. بقيت منه قطعتين. أولًا، التمثال النصفي، "على صدره كان هناك في المقدمة، وعلى الحزام بقية الخراطيش، وعلى العمود الصخري. ثم جزء من القاعدة مع القدم." 

## النقش الفينيقي
| سطر | نقحرة                                          | ترجمة                                                  |
| --- | ---------------------------------------------- | ------------------------------------------------------ |
| 1   | مش. ز فعل. إلبعل ملك. جبل. بيحـ[ـملك. ملك جبل] | التمثال هذا صنع إلبعل ملك جبيل ابن بيحـ[ـملك ملك جبيل] |
|     | [لبـ]ـعلت. جبل. ادتو. تارك. بعلت [جبل]         | [لبـ]ـعلة. جبيل. سيدته. لتطيل بعلة جبيل                |
|     | يمت. إلبعل. وشنتو. عل[. جبل]                   | أيام. إلبعل. وسنواته. على [جبيل]                       |

## هوامش
1. 1 2  Vriezen 1951، صفحة 10.
2. ↑  Louvre Osorkon Bust نسخة محفوظة 2023-02-24 على موقع واي باك مشين.
3. ↑  Ägyptische Geschichte, 1884, p. 553
4. ↑  Dussaud, 1925, p. 101
5. ↑  Recueil de travaux relatifs à la philologie et à l'archéologie égyptiennes et assyriennes; volume 17, 1895, p. 14 نسخة محفوظة 2023-02-24 على موقع واي باك مشين.